# Maksïm Samçenko
Maksïm Nïkolayevïç Samçenko (in kazako Максим Николаевич Самченко?, in russo Максим Николаевич Самченко?, Maksim Nikolaevič Samčenko; 5 maggio 1979) è un ex calciatore kazako, di ruolo difensore.

## Carriera

### Club
Ha giocato nella prima divisione kazaka.

### Nazionale
Ha partecipato ai Mondiali Under-20 del 1999.
Tra il 2000 ed il 2006 ha giocato complessivamente 6 partite con la nazionale maggiore kazaka.

## Palmarès

### Club

#### Competizioni nazionali
- Campionato kazako: 1

Aqtobe: 2005